# Marek Lechniak
Marek Lechniak (ur. 10 stycznia 1962 w Zduńskiej Woli) – polski filozof, logik,  doktor habilitowany nauk humanistycznych w zakresie filozofii, profesor KUL, nauczyciel akademicki Katolickiego Uniwersytetu Lubelskiego Jana Pawła II. W latach 2012–2019 Dyrektor Instytutu Filozofii Wydziału Filozofii KUL, od 2020 dziekan Wydziału Filozofii KUL.

## Biogram naukowy[3]
Uczęszczał do Technikum Elektronicznego im. Stanisława Staszica w Zduńskiej Woli. W roku 1982 zdał maturę i wtedy też rozpoczął studia filozoficzne na Katolickim Uniwersytecie Lubelskim, zakończone w 1987 roku obroną pracy magisterskiej.
W roku 1988 rozpoczął pracę dydaktyczną na KUL. W latach 1990 – 1992 pracował na stanowisku starszego asystenta w Katedrze Filozofii WSP w Bydgoszczy (obecnie Uniwersytet Kazimierza Wielkiego w Bydgoszczy). W 1991 został zatrudniony na KUL na stanowisku starszego asystenta, a od 1998 roku na stanowisku adiunkta. Prowadził również zajęcia w Lubelskiej Szkole Wyższej im. Władysława Jagiełły oraz w Wyższej Szkole Służby Społecznej im. ks. Franciszka Blachnickiego w Suwałkach.
Rozprawę doktorską pt: Zagadnienie interpretacji wartości matryc niektórych systemów logik wielowartościowych obronił 12 czerwca 1997 roku. Promotorem pracy był prof. S. Kiczuk, natomiast recenzentami prof. T. Kwiatkowski oraz prof. A.B. Stępień. Stopień doktora habilitowanego uzyskał 25 kwietnia 2012 roku na podstawie rozprawy habilitacyjnej Przekonania i zmiana przekonań. Analiza logiczna i filozoficzna, Lublin 2011; recenzenci w przewodzie: prof. dr hab. Jacek Paśniczek, prof. dr hab. Andrzej Wiśniewski, dr hab. Ryszard Kleszcz, prof. UŁ, o. dr hab. Marcin Tkaczyk, prof. KUL.
Od 1 września 2012 r. do 31 października 2019 r. Dyrektor Instytutu Filozofii

## Zainteresowania
Jego zainteresowania skupiają się wokół: filozofii logiki, logiki wielowartościowej, logiki wiedzy i przekonań, dydaktyki logiki oraz prawniczego zastosowania logiki.

## Publikacje
Jest m.in. autorem prac:
- Elementy logiki dla prawników (Lublin 2012),
- J.M. Bocheńskiego zastosowanie logiki w analizie filozoficznej a współczesna formalna ontologia stosowana (w: Poza logiką jest tylko absurd. Filozofia Józefa Marii Bocheńskiego OP, red. D. Łukasiewicz, R. Mordarski, Kraków 2014, s. 145-162),
- Teoria kompetencji logicznej. O relacjach między logiką a psychologią (w: Sztuka i realizm. Księga pamiątkowa z okazji jubileuszu urodzin i pracy naukowej na KUL profesora Henryka Kieresia, red. T. Duma, A. Maryniarczyk, P. Sulenta, Lublin 2014, s. 909-919),
- Janina Hosiasson-Lindenbaumowa o rozwoju wiedzy w świetle dzisiejszych koncepcji rozwoju (postępu) wiedzy (w: Kobiety w Szkole Lwowsko-Warszawskiej, red. D. Łukasiewicz, R. Mordarski, Bydgoszcz 2016, s. 71-82),
- Zmiana pojęciowa (w: Myśli o języku, nauce i wartościach. Seria druga, Profesorowi Jackowi Juliuszowi Jadackiemu w siedemdziesiątą rocznicę urodzin, red. A. Brożek i in., Warszawa 2016, s. 424-430).

Opublikował artykuły:
- Zastosowanie systemów pośrednich między S4 a S5 w kontekstach epistemicznych. Roczniki Filozoficzne 58(2010), nr 2, s. 41-60,

- J.M. Bocheński's Method of Philosophical Analysis and Contemporary Applied Ontology. Studies in East European Thought 65(2013), nr 1, s. 17-26,
- Filozofia przez małe. Filo-Sofija 14(2014), nr 26, s. 75-84),
- Ku adekwatnej koncepcji zmiany przekonań. Filo-Sofija 14(2014), nr 27, s. 111-128),
- Reprezentacjonistyczne ujęcie przekonań. Studia z Kognitywistyki i Filozofii Umysłu 8(2014), nr 1, s. 7-22,
- Ajdukiewicz on Justifying the Laws of Logic. Studies in East European Thought 68(2016), nr 1, s. 39-49,
- Logika a językoznawstwo. Uwagi na marginesie dyskusji logików z językoznawcami. Roczniki Filozoficzne 64(2016), nr 2, s. 29-44.